# Militärflugplatz Juvincourt

i7
i11
i13
Die Militärflugplatz Juvincourt (franz. Aerodrome Berry au Bac-Juvincourt) war zuletzt als NATO-Militärflugplatz der United States Air Forces in Europe (USAFE) in Frankreich vorgesehen. Dieses Vorhaben wurde jedoch nach Baubeginn aufgegeben. Während des Zweiten Weltkriegs war er ein wichtiger Flugplatz für Deutsche und Alliierte.
Die ehemalige Basis liegt in der heutigen Region Hauts-de-France im Département Aisne auf dem Gebiet von Juvincourt-et-Damary, auf halbem Weg zwischen Reims und Laon zirka zwei Kilometer nördlich von Berry-au-Bac.

## Geschichte
In der Zeit vor dem Zweiten Weltkrieg entstand der Flugplatz in den Jahren 1938/1939 für die Armée de l’air als Grasflugplatz mit den drei Satellitenplätzen Amifontaine, Guignicourt und Proviseux. Über eine permanente Stationierung französischer Flugzeuge vor Kriegsbeginn ist nichts bekannt.

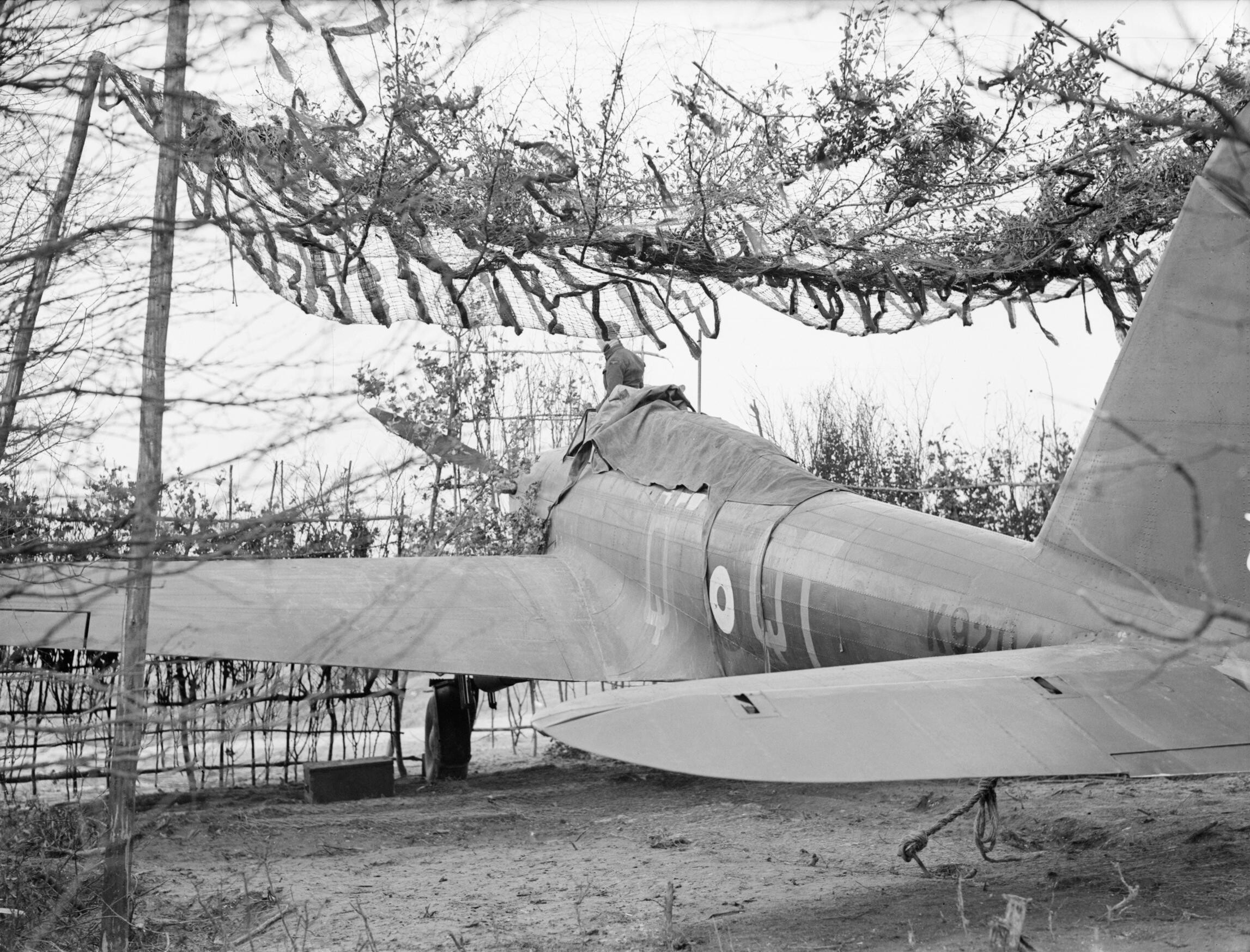
Fairey Battle der 142. Squadron (RAF), Berry au Bac, 1939/1940

Nach Kriegsausbruch nutzte die britische Royal Air Force (RAF) die Infrastruktur, das 76. Geschwader mit der 12. und der 142. Squadron lag mit seinen Fairey Battle zwischen Anfang September 1939 und dem Beginn des Westfeldzuges im Mai 1940 und anschließend operierten von hier noch für eine Woche die Hawker Hurricanes der 1. Squadron.
Der Flugplatz wurde nach dem Waffenstillstand vom Juni 1940 zum größten Fliegerhorst der deutschen Luftwaffe im besetzten Frankreich ausgebaut, mit unter anderem drei Beton Start- und Landebahnen.
Im weiteren Verlauf der Luftschlacht um England wurde Juvincourt zwischen Dezember 1940 und Juni 1941 zunächst eine Basis des mit Ju 88A ausgerüsteten Kampfgeschwaders 77. Die III. Gruppe (III. KG 77) lag hier über den gesamten Zeitraum und hinzu kamen ab Anfang März 1941 noch der Stab und ab Ende März auch noch die I. Gruppe (I./KG 77).
Im Vorfeld des Überfalls auf die Sowjetunion traf als nächster Verband die zunächst mit Do 17Z ausgerüstete IV. Gruppe des Kampfgeschwaders 2 (IV./KG 2). Diese lag hier bis Anfang 1942 und rüstete in diesem Zeitraum auf die Do 217 um.
In der zweiten Jahreshälfte 1942 wurde der Flugplatz dann eine Basis deutscher Nachtjäger in Form der ebenfalls mit Ju 88 ausgerüsteten III. Gruppe des Nachtjagdgeschwaders 4 (III./NJG 4). Die Gruppe lag hier bis in den August 1944 und wurde in diesem Zeitraum auf die Ju 88 umgerüstet. Im Winterhalbjahr 1943/1944 wurde der Flugplatz zweimal das Ziel von Luftangriffen der Eighth Air Force der United States Army Air Forces (USAAF). Daneben wurde er auch immer wieder von Jägern, Jagdbombern und leichten Bombern attackiert.
Im Vorfeld der erwarteten alliierten Invasion wurde hier Anfang Mai 1944 die mit einigen Bf 110 und Ju 88 ausgerüstete Luftbeobachtungsstaffel 4 aufgestellt, jedoch knapp zwei Wochen nach Beginn der Invasion Mitte Juni bereits wieder aufgelöst. Mit Beginn der Invasion wurde der Flugplatz Anfang Juni 1944 nochmals ein Bomber-Stützpunkt, bis Ende Juli flogen die Ju 88A der I. Gruppe des Kampfgeschwaders 54 (I./KG 54) ihre Einsätze.
Im August 1944 war Juvincourt der weltweit erste Einsatzflugplatz eines als Bomber konzipierten Strahlflugzeugs. Von hier aus flogen zwei Prototypen der Ar 234 Aufklärungseinsätze über der Kanalfront und Südengland.
Nach einem eintägigen Intermezzo der Bf 109G des II. Gruppe des Jagdgeschwaders 11 (II./JG 11) Mitte August 1944 sah Juvincourt Ende August 1944 auch den Betrieb des Turbinenjägers Me 262A-2a, zunächst als Einsatzkommando Schenck und dann noch kurz vor ihrem Abzug als I. Gruppe des Kampfgeschwaders 51 (I./KG 51).
Der von den abrückenden deutschen Truppen noch weiter zerstörte Flugplatz wurde Anfang September 1944 von amerikanischen Bodentruppen eingenommen und der nordöstliche Bereich (Bahn 17/35) nach kurzer notdürftiger Instandsetzung als Advanced Landing Ground A-68 (ALG A-68) durch die Ninth Air Force der United States Army Air Forces (USAAF) wieder in Betrieb genommen. Im September 1944 wurde sie zunächst von den Douglas DC-3/C-47 der 439th Troop Carrier Group genutzt und war zwischen Mitte September 1944 und Anfang 1945 Basis fünf verschiedener Fighter Groups (der 404th, 365th, 36th, 367th und 368th) von denen alle bis auf die 367th die Republic P-47 flogen, die 367th flog die Lockheed P-38. Der letzte Kampfverband war im Februar/März 1945 die mit Douglas A-20 ausgerüstete 410th Bombardment Group.
Nach Kriegsende nutzte nochmals die RAF den Flugplatz, diesmal für britische, australische und neuseeländische Repatrianten. Bei der Operation „Exodus“ kamen Lancaster der 50. und der 186. Squadron der RAF und der 463. und 467. Squadron der Royal Australian Air Force (RAAF) zum Einsatz. Juvincourt wurde Anfang Juli 1945 an Frankreich zurückgegeben.
Die französischen Luftstreitkräfte hatten keinen weiteren Bedarf für das stark zerstörte Areal, das nach der Beseitigung von Munition nach einigen Jahren an die hiesigen Landwirte verpachtet wurde.
Nach Beginn des Kalten Kriegs bot Frankreich den USA das Gelände als Militärflugplatz an und es entstand eine neue NATO-konforme jettaugliche Start- und Landebahn (Bahn 05/23). Aufgrund hoher Kosten zur Beseitigung der ursprünglichen Betonpisten und dem vorzeitigen Ende der Pachtverträge mit den Landwirten wurde der Bau jedoch abgebrochen. Die USAF erhielt andere Stützpunkte und die Flächen wurden an die Landwirte verkauft.

## Heutige Nutzung
Reste aus Kriegszeiten existieren noch heute in den Bereichen des früheren Fliegerhorsts, die ansonsten nach wie vor landwirtschaftlich genutzt werden. Die südöstliche Bahn aus der Nachkriegszeit und ihre Abstellflächen dienen heute der Robert Bosch GmbH als Teststrecke.